# Седница Председништва СФРЈ 12.3.1991.
Седница Председништва СФРЈ од 12. марта 1991. одржана је поводом предлога врха ЈНА и председавајућег Председништва Борисава Јовића да се уведе ванредно стање у СФРЈ. Предлог није усвојен јер за њега није гласало већина чланова председништва. За предлог армије гласали су Борисав Јовић - СР Србија, Ненад Бућин - СР Црна Гора, Риза Сапунџију - САП Косово и Југослав Костић - САП Војводина (СР Србија). Против су били Богић Богићевић - СР БиХ, Стјепан Месић - СР Хрватска, Васил Тупурковски - СР Македонија. Представник СР Словеније, Јанез Дрновшек, није присуствовао седници. 
Борисав Јовић је. 15. марта поднео је оставку на функцију председника Председништва, а сутрадан је Слободан Милошевић, у телевизијском обраћању јавности, поручио да се Србија и њени савезници повлаче из рада Председништва Југославије.